# 松茂町立長原小学校
松茂町立長原小学校（まつしげちょうりつ ながはらしょうがっこう）は、徳島県板野郡松茂町長原にある公立小学校。

## 基礎データ
全校生徒数
- 2学級96人（1900年度（明治33年度）当時）[1]
- 3学級30人（2016年度（平成28年度）当時）[1]

## 沿革
- 1900年（明治33年）12月25日 - 長原尋常小学校を創立[1]。
- 1941年 - 松茂町長原国民学校と改称。
- 1947年 - 松茂町長原小学校と改称。
- 1967年6月 - 現在地に校舎新築[1]。

## 校歌
歌詞は2番まであり。
- 作詞: 宮本村雄
- 作曲: 浜田朝好

## 進学後中学校
- 松茂町立松茂中学校

## 校区内の主な施設
- 松茂町立長原幼稚園
- 松茂町津波防災センター
- 長原簡易郵便局
- 徳島県警察徳島北警察署長原駐在所

## 通学区域が隣接している学校
- 松茂町立松茂小学校
- 徳島市川内北小学校
- 徳島市川内南小学校

松茂小学校と選択可能な区域は、以下の学校とも隣接。
- 鳴門市里浦小学校
- 鳴門市第一小学校